# Culicoides coarctatus
Culicoides coarctatus är en tvåvingeart som beskrevs av Clastrier och Wirth 1961. Culicoides coarctatus ingår i släktet Culicoides och familjen svidknott.
Artens utbredningsområde är Nigeria. Inga underarter finns listade i Catalogue of Life.